# Liste der Kardinalskreierungen Sixtus’ V.

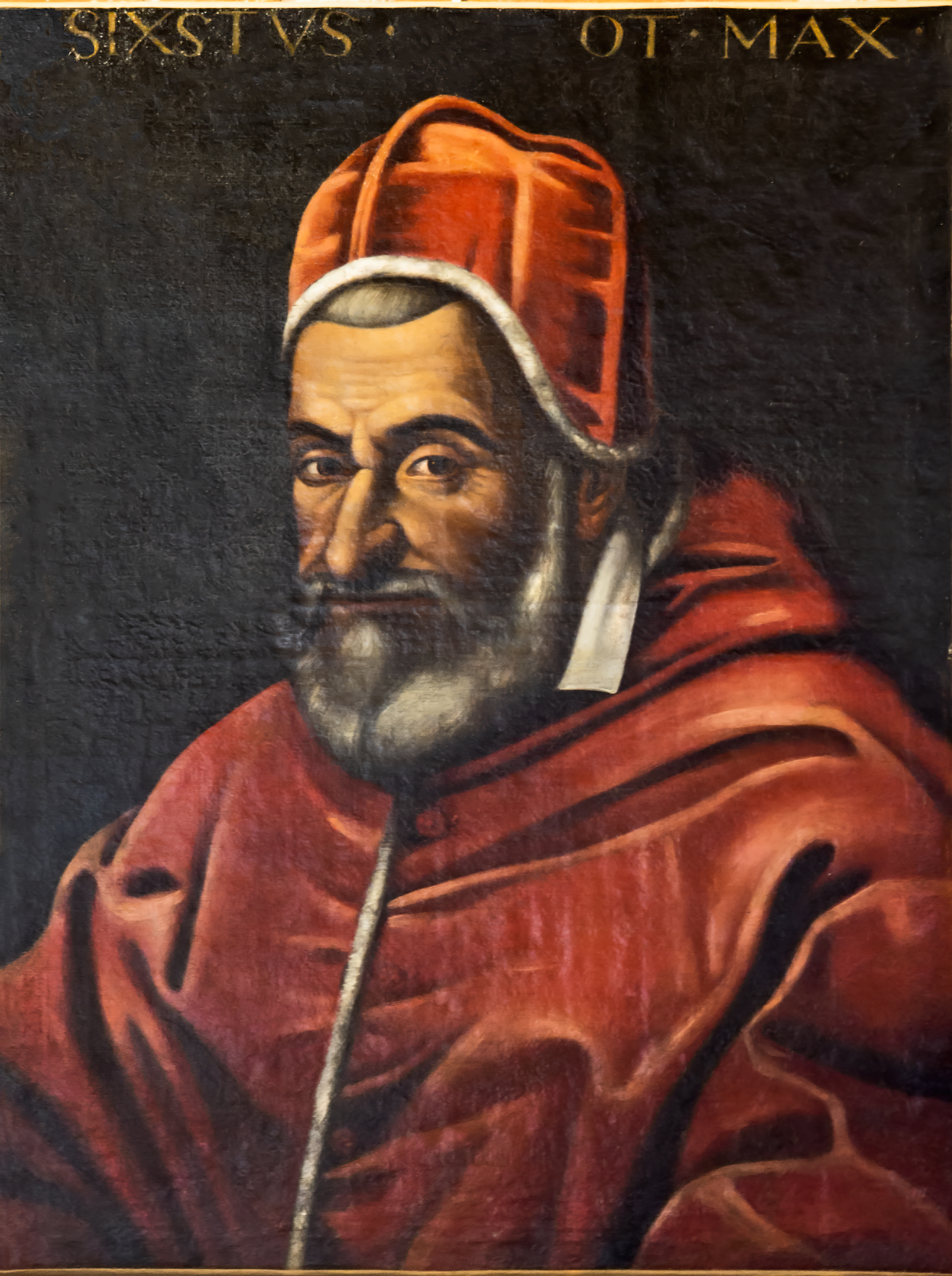
Sixtus V.

Im Verlauf seines Pontifikates kreierte Papst Sixtus V. (1585–1590) folgende Kardinäle:

## 13. Mai 1585
- Alessandro Damasceni Peretti

## 18. Dezember 1585
- Enrico Caetani
- Juraj Drašković
- Giovanni Battista Castrucci
- Federico Cornaro
- Ippolito de Rossi
- Domenico Pinelli
- Decio Azzolini
- Ippolito Aldobrandini (später Papst Clemens VIII.)

## 16. November 1586
- Girolamo della Rovere
- Philippe de Lénoncourt
- Girolamo Bernerio OP
- Antonio Maria Galli
- Costanzo da Sarnano OFM Conv.
- Girolamo Mattei
- Benedetto Giustiniani
- Ascanio Colonna

## 7. August 1587
- William Allen

## 18. Dezember 1587
- Scipione Gonzaga
- Antonmaria Sauli
- Giovanni Evangelista Pallotta
- Pierre de Gondi
- Stefano Bonucci O. Serv.
- Juan Hurtado de Mendoza
- Hugues Loubenx de Verdale
- Federico Borromeo

## 15. Juli 1588
- Giovanni Francesco Morosini

## 14. Dezember 1588
- Agostino Cusani
- Francesco Maria Bourbon Del Monte Santa Maria

## 20. Dezember 1589
- Mariano Pierbenedetti
- Gregorio Petrocchini OSA
- Charles de Lorraine-Vaudémont
- Guido Pepoli